# سنت دیوید پریش، سنت وینسنت و گرنادین‌ها
سنت دیوید پریش، سنت وینسنت و گرنادین‌ها (به لاتین: Saint David Parish, Saint Vincent and the Grenadines) یک منطقهٔ مسکونی در سنت وینسنت و گرنادین‌ها است که در Chateaubelair واقع شده‌است.

## خصوصیات
سنت دیوید پریش ۸۰ کیلومترمربع مساحت و ۶٬۷۰۰ نفر جمعیت دارد و ۱٬۲۳۴ متر بالاتر از سطح دریا واقع شده‌است.